# Palazzo Ducale (Modena)

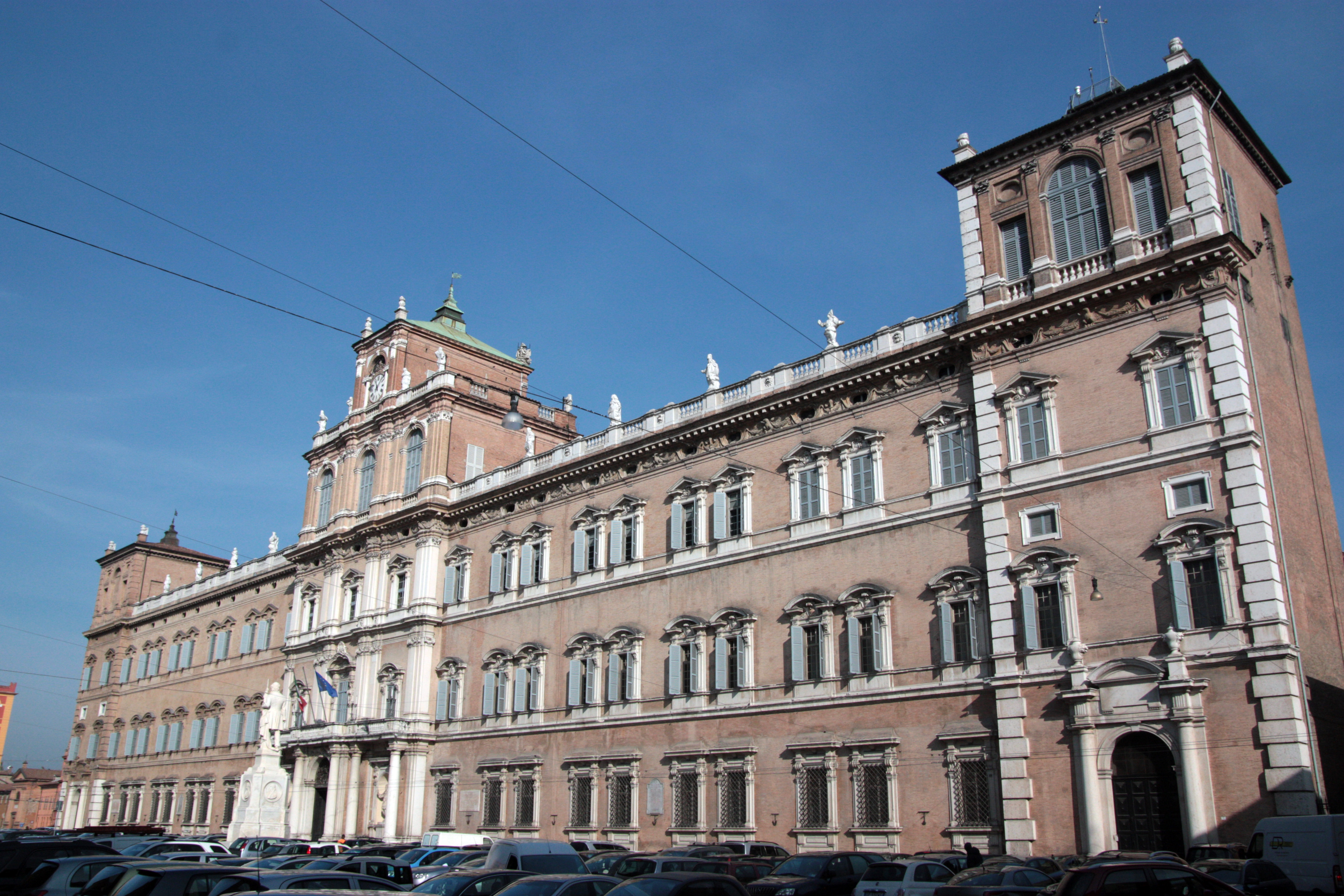
Modena: Palazzo Ducale (ehem. Herzogspalast, heute Militärakademie)

Der Herzogspalast (italienisch Palazzo Ducale) in Modena war zwischen dem 17. und 19. Jahrhundert Sitz des Hofes der Familie Este. Seit 1862 beherbergt der Palast die renommierte Accademia Militare.

## Geschichte
Im Jahr 1288 übernahm der Markgraf von Ferrara Obizzo d’Este die Herrschaft über Modena. Er ließ zunächst an dieser Stelle eine Burg errichten, die jedoch im Laufe der Jahrhunderte mehrfach zerstört und wiederaufgebaut wurde. Im Jahre 1629 beauftragte Francesco I. d’Este einige namhafte Architekten ihm einen repräsentativen Herrschaftspalast anstelle einer Burg zu entwerfen. Die Arbeiten an diesem Gebäude begannen ab 1634 unter der Aufsicht von Gaspare Vigarani, fortgeführt von Bartolomeo Avanzini und Gian Lorenzo Bernini. Auch Girolamo Rainaldi, Pietro da Cortona und Camillo-Guarino Guarini haben beim Bau mitgewirkt.
Anlässlich der Hochzeit von Rinaldo d’Este mit Charlotte Felicitas von Braunschweig-Lüneburg erhielt Marcantonio Franceschini 1696 den Auftrag, die Decke des zentralen Ehrensaales (italienisch Sala d’Onore) mit einem Fresko zu schmücken. 
Auf dem Platz vor der Fassade des Palastes (ehemals Piazza Ducale, später Piazza Reale, heute Piazza Roma) steht das Denkmal für Ciro Menotti, geschaffen 1879 von Cesare Sighinolfi. Diese langgestreckte Fassade weist drei Wachtürme und eine Freitreppe auf, die vom Hof hinauf in die erste Etage führt. Innerhalb des Gebäudes befinden sich mehrere mit Fresken und Gemälden der Familie d’Este geschmückte Säle, ein Thronsaal sowie ein im Rokokostil ausgestattetes und mit goldenen Tafeln verziertes Zimmer mit der Bezeichnung „Salottino d’Oro“ („Goldene Stube“).
An den Palazzo Ducale schließen sich die ehemaligen herzoglichen Gärten an, eine Parkanlage mit botanischem Garten und einem kleinen Kunstmuseum.